# Agua el Gabriel
Agua el Gabriel är en ort i Mexiko.   Den ligger i kommunen Atexcal och delstaten Puebla, i den sydöstra delen av landet, 200 km sydost om huvudstaden Mexico City. Agua el Gabriel ligger 2 174 meter över havet och antalet invånare är 151.
Terrängen runt Agua el Gabriel är lite bergig. Runt Agua el Gabriel är det glesbefolkat, med 16 invånare per kvadratkilometer. Närmaste större samhälle är San Bartolo Teontepec, 17,2 km nordost om Agua el Gabriel. Trakten runt Agua el Gabriel består i huvudsak av gräsmarker.